# Coupe du joueur défensif de l’année
La Coupe du joueur défensif de l’année était remise au meilleur joueur de hockey sur glace de la Ligue de hockey junior majeur du Québec (LHJMQ) dans le secteur défensif.

## Anciennes dénominations
Le trophée a porté plusieurs noms depuis sa création :
- De 1989-1990 à 1993-1994 : coupe Shell - Défensif
- De 1994-1995 à 1996-1997 : coupe Ford - Défensif
- De 1997-1998 à 2005-2006 : coupe Telus - Défensif

## Lauréats
Les joueurs suivants ont remporté la coupe :
- Coupe Shell
  - 1989-1990 : Pierre Gagnon, Tigres de Victoriaville
  - 1990-1991 : Félix Potvin, Saguenéens de Chicoutimi
  - 1991-1992 : Jean-François Labbé, Draveurs de Trois-Rivières
  - 1992-1993 : Jocelyn Thibault, Faucons de Sherbrooke
  - 1993-1994 : Steve Gosselin, Saguenéens de Chicoutimi
- Coupe Ford
  - 1994-1995 : José Théodore, Olympiques de Hull
  - 1995-1996 : Christian Laflamme, Harfangs de Beauport
  - 1996-1997 : Jean-Sébastien Giguère, Mooseheads d'Halifax
- Coupe Telus
  - 1997-1998 : Mathieu Garon, Tigres de Victoriaville
  - 1998-1999 : Mathieu Chouinard, Cataractes de Shawinigan
  - 1999-2000 : Simon Lajeunesse, Wildcats de Moncton
  - 2000-2001 : Maxime Ouellet, Huskies de Rouyn-Noranda
  - 2001-2002 : Éric Lafrance, Olympiques de Hull et Jean-François Racine, Voltigeurs de Drummondville
  - 2002-2003 : Marc-André Fleury, Screaming Eagles du Cap-Breton
  - 2003-2004 : Corey Crawford, Wildcats de Moncton
  - 2004-2005 : Martin Houle, Screaming Eagles du Cap-Breton
  - 2005-2006 : Keith Yandle, Wildcats de Moncton